# KISS KISS シンドローム
『KISS KISS シンドローム』（キスキスシンドローム）は、ニッポン放送が1984年10月8日から1985年4月5日まで毎週月曜日 - 金曜日の20:30 - 21:00に編成していた番組のレーベル枠とそのタイトル。

## 概要
本枠が編成されていた期間はニッポン放送ショウアップナイターのナイターオフ期間。当時ニッポン放送の平日ナイターオフ20時台の枠は、1976年度の「ねらえ!サウンドライフ」からナイターオフ期間ごとに日替わりで異なるパーソナリティによる5本の番組を並べる編成をしており、この編成はこれより1982年度の「オジンはバッテン!まるごとヤングミュージック」まで1時間（55分）枠の体制であり、前年1983年度の「まるのみヤングバーガー」からこの編成枠は30分に短縮したが、それまで通りNRN系列ネット枠の体制は続けた。各番組とも「KISS、KISS、シンドローム」という歌によるサウンドステッカーから番組が始まっていた。
次年度1985年度の平日ナイターオフ20:30枠の番組『島田紳助のおっと危ない!東京ばくだん小僧』はネットを行っていなかったため、それまで続いたNRN系列ネット枠である日替わり番組枠の系譜はいったん途切れるが、次々年度1986年度のこの枠で放送されていた『アイドル夢工場』は西日本放送、九州朝日放送の各局にネットしており、この年度に限って前述の体制による枠が復活している。

## 曜日別各番組
月曜：「岡田有希子 ちょっとおあずけ」
- パーソナリティは岡田有希子。ニッポン放送では初の冠番組となった。
- 5番組で唯一、1985年4月以降も毎週日曜日 21:30〜22:00に移って放送を継続していた（1985年10月6日まで）。

火曜：「渡辺典子・高柳良一 誰かが誰かに恋してる」
- パーソナリティは渡辺典子と高柳良一。この年1984年3月10日に公開されたアニメ映画『少年ケニヤ』で、高柳は主演のワタル役、渡辺は主題歌を歌っていた。
- この番組では男女コンビのパーソナリティという特性もあって、恋のエピソードなど心温まるような内容が綴られたはがきが多かったという[3]。
- コーナーには、毎週違ったテーマに沿って世代別、中学生・高校生・大学生と学生別などに分けるなどして集計したデータを発表し、それについてのリスナーからの意見を紹介する『恋のアンケート』などがあった[4]。

水曜：「高見知佳のぶったま白書」
- パーソナリティは高見知佳。 「女の子の本音をリスナーと一緒に考えていく番組」というコンセプトでスタート[5]。主なコーナーに「知佳のシティギャル講座」、女の子のデータ紹介コーナーなど[5]。

木曜：「幸司君のスタンバイOK!」
- パーソナリティは、当時『アルフィーのオールナイトニッポン』（水曜1部＝毎週水曜日25:00 - 27:00（1:00 - 3:00））で名が売れていた最中で[6]、この年1984年9月21日にシングル『Betty,I Love You』でデビューしたばかりの池田幸司。
- 池田自身がいつもFENを聴いていたということで「COJIE（池田の愛称）版FEN」という気分で始めたという[7]。
- リスナーからの曲のリクエストに応えていた他、リスナーから寄せられた詞に池田が即興で作曲して歌を披露するコーナーなどがあった[8]。

金曜：「石川秀美 みんとくらぶ」
- パーソナリティは石川秀美。当時ニッポン放送アナウンサーの上柳昌彦も相手役としてレギュラー出演していた。

## ネット局
- 青森放送：月〜金 21:05〜21:35
- 山梨放送：月〜金 21:00〜21:30
- 中国放送：月〜木 21:00〜21:30
※当時同局の金曜日のこの時間は自社制作番組『金曜直撃90分』（20:00〜21:30）を放送していたため、『みんとくらぶ』は放送無し。
- 山口放送：月〜金 20:30〜21:00
- 西日本放送：月〜金 21:00〜21:30

以下は「渡辺典子・高柳良一 誰かが誰かに恋してる」のみ
- 札幌テレビ放送：土曜 21:30 - 22:00
- 毎日放送：土曜 19:00 - 19:30
- 九州朝日放送：火曜 20:30 - 21:00